# Williamston (Carolina del Norte)
Williamston es un pueblo ubicado en el condado de Martin en el estado estadounidense de Carolina del Norte. Es sede del condado de Martin. La localidad en el año 2000, tenía una población de 5.843 habitantes en una superficie de 9.6 km², con una densidad poblacional de 610.5 personas por km².

## Geografía
Williamston encuentra ubicado en las coordenadas 35°51′5″N 77°3′45″O / 35.85139, -77.06250. Según la Oficina del Censo, la localidad tiene un área total de 9,6 km² (3,7 mi²), de la cual 9,6 km² (3,7 mi²) es tierra y 0 km² (0 mi²) (0.0%) es agua.

### Localidades adyacentes
El siguiente diagrama muestra a las localidades en un radio de 20 kilómetros (12,4 mi) de Williamston.

## Demografía
En el 2000 la renta per cápita promedia del hogar era de $22.925, y el ingreso promedio para una familia era de 32.984. En 2000 los hombres tenían un ingreso per cápita de $28.661 contra $20.337 para las mujeres. El ingreso per cápita para la localidad era de $14.125. Alrededor del 22.80% de la población estaba bajo el umbral de pobreza nacional.